# Hakan Bilgiç
Hakan Bilgiç (30 oktober 1992) is een Belgisch voetballer die onder contract staat bij FC Brussels.

## Statistieken
| seizoen | club          | land   | competitie    | wed | goals |
| ------- | ------------- | ------ | ------------- | --- | ----- |
| 2011/12 | FC Brussels   | België | Tweede Klasse | 4   | 0     |
| 2012/13 | FC Brussels   | België | Tweede Klasse | 8   | 0     |
| 2013/14 | RWDM Brussels | België | Tweede Klasse | 1   | 0     |
|         |               |        | Totaal        | 12  | 0     |